# Duke Nukem (seria)
Duke Nukem – seria gier komputerowych z gatunku first-person shooter, w których w roli głównej występuje postać o tej samej nazwie.

## Historia
Pierwsza gra z tej serii powstała w 1991 roku i była to gra platformowa. Zawierała 3 epizody, z czego pierwszy był rozpowszechniany jako shareware. Głównym zadaniem było powstrzymać doktora Protona i jego armię.
Sequel został wydany w 1993 roku. Tym razem gracz zostaje porwany na statek kosmiczny, gdzie tajemnicza postać chce go wykorzystać do zniszczenia świata.
Trzecią grą, w której pojawił się Duke, była strzelanka Duke Nukem 3D. Gra oparta była na silniku Build, którego niedługo potem wyparł Quake engine. W chwili jej wydania gra wywołała wiele kontrowersji z powodu dużej ilości przemocy i niecenzuralnego języka. Opowiadała ona historię uzbrojonego po zęby faceta, którego celem była obrona Ziemi przed najazdem obcych.
Niedługo po tym zapowiedziana została kontynuacja gry Duke Nukem Forever. Przez wiele lat jednak się nie ukazała, a czas jej premiery był określany jako: when it’s done (kiedy będzie zrobione). Duke Nukem Forever ulegało kilkukrotnym zmianom silnika.
W grudniu 2007 na stronie producenta pojawił się oficjalny zwiastun Duke Nukem Forever. Duke Nukem Forever jest symbolem vaporware oraz otrzymało Lifetime Achievement Award w konkursie Vaporware Awards serwisu internetowego Wired już w 2003 roku, po serii pięciu zwycięstw.
6 maja 2009 firma 3D Realms zbankrutowała. Studio potwierdziło, że nie ukończy pracy nad Duke Nukem Forever. Poprosili firmę Take-Two (firma ta miała podpisany kontrakt z 3D Realms) o pomoc finansową w wysokości 5 milionów dolarów. Ci odmówili, twierdząc, że podpisali kontrakt tylko na wydanie gry, a nie na sponsoring.
Na konferencji PAX 2010 firma Gearbox Software zapowiedziała, iż kontynuuje prace nad Duke Nukem Forever. Gra miała się ukazać 3 maja 2011 w USA i 6 maja w Europie na PC, Xboxa360 i PlayStation 3. Termin został jednak przesunięty na 10 czerwca 2011 (premiera światowa) i 14 czerwca 2011 (premiera w USA).

## Gry serii
- Duke Nukem – 1991 (MS-DOS)
- Duke Nukem II – 1993 (MS-DOS)
- Duke Nukem 3D – 1996 (MS-DOS/Mac)
- Duke Nukem 3D: Duke it out in D.C. – 1997
- Duke Nukem 64 – 1997 (Nintendo 64)
- Duke Nukem: Total Meltdown – 1997 (PlayStation)
- Duke Nukem: Time to Kill – 1998 (PlayStation)
- Duke Nukem: Zero Hour – 1999 (Nintendo 64)
- Duke Nukem – 1999 (Game Boy Color)
- Duke Nukem: Land of the Babes – 2000 (PlayStation)
- Duke Nukem Advance – 2002 (Game Boy Advance)
- Duke Nukem: Manhattan Project – 2002 (Microsoft Windows)
- Duke Nukem: Endangered Species – (wstrzymana) (Microsoft Windows)
- Duke Nukem Mobile – 2004 (Tapwave Zodiac)
- Duke Nukem Mobile – 2004 (Telefon komórkowy)
- Duke Nukem Mobile II: Bikini Project – 2005 (Telefon komórkowy)
- Duke Nukem Mobile 3D – 2005 (Telefon komórkowy)
- Duke Nukem Forever – 2011 (PC, PS3, X360)